# Hugo Read
Hugo Read (* 4. Juni 1954 in Heinsberg) ist ein deutscher Saxophonist und Komponist des Modern Jazz und der zeitgenössischen Musik.

## Leben und Wirken
Read erhielt als Kind Klavierunterricht und lernte ab dem 14. Lebensjahr Querflöte, bevor er sich mit 16 Jahren dem Altsaxophon zuwandte. Von 1972 an studierte er beide Instrumente an der Hochschule für Musik Köln und legte 1982 sein Konzertexamen mit Auszeichnung ab. Read gründete mit Markus Stockhausen und Rainer Linke die Rockjazz-Band Key, mit der sie 1974 auf dem Frankfurter Jazzfestival auftraten. Im gleichen Jahr wurde er Mitglied des Orchesters von Kurt Edelhagen. Seit 1979 war er als Interpret neuer Musik an Uraufführungen, Konzerten und Einspielungen von Werken von Karlheinz Stockhausen beteiligt. Daneben tourte er mit Kenny Wheeler, aber auch mit Uli Beckerhoffs Gruppe „Riot“ und mit Rainer Brüninghaus. Im Trio mit Andy Lumpp und Michael Küttner ging er in Afrika und Südeuropa auf Tournee und legte die Alben „Lonely Passengers“ und „Midnight Sun“ vor. Mit der Hugo Read Group gastierte er auch in Polen, Belgien und Südamerika. Ende der 1980er arbeitete er mit Andreas Willers, Gabriele Hasler und Jörn Schipper. In den 1990er Jahren legte er die CD „Songs of a Wayfarer“ (1992) vor, spielte mit Pianist Peter Degenhardt Klassiker der Neuen Musik ein („Histoires“, „Jazzberries“) und bildete mit Heiri Känzig, Matthieu Michel bzw. Claus Stötter und Thomas Cremer die Gruppe Axis. Weiterhin arbeitete er mit Manfred Schoof, Christoph Spendel, Peter Herborn, Wolf Mayer, dem „Ensemble Modern“ und seit 1996 auch mit dem Schweizer Pianisten Thierry Lang zusammen. Er ist weiterhin Mitglied von Manfred Bründls Silent Bass, von Stephan Schmolcks Back & Forth und von Electric Bundle.
Als Komponist arbeitete Read für die WDR Big Band Köln, aber auch andere Rundfunkanstalten und für forum 20 Düsseldorf. Seine Kompositionen „Neue Stücke für Jazzensemble“ und „Sechs Stücke für zwei Saxophone und Klavier“ fanden weite Verbreitung.
Read erhielt 1981 den Förderpreis des Landes Nordrhein-Westfalen für Musik
und ist seit 1991 Professor für Saxophon und Ensembleleitung an der Folkwang Universität Essen.

## Enzyklopädischer Eintrag
- Martin Kunzler: Jazz-Lexikon. Band 2: M–Z (= rororo-Sachbuch. Bd. 16513). 2. Auflage. Rowohlt, Reinbek bei Hamburg 2004, ISBN 3-499-16513-9.